# Come si deve scrivere la Storia
Come si deve scrivere la Storia (Quomodo Historia conscribenda sit) è il titolo di uno studio dello scrittore classico siriano Luciano di Samosata, che può essere considerato l'unico lavoro sulla teoria della scrittura storica sopravvissuto dall'antichità.

## Descrizione
Nella prima parte del saggio Luciano critica gli storici a lui contemporanei. Luciano sostiene che questi confondono la storia con il panegirico, sovraccarichino i propri scritti di dettagli irrilevanti e li appesantiscono con una retorica esagerata.
Luciano nello scritto, al contrario raccomanda una narrazione chiara che porti alla valorizzazione della verità. Sostiene che lo storico dovrebbe scrivere, per tutti i fatti narrati, come un uomo libero, impavido, incorruttibile, amico della verità, e porta l’opera di Tucidide a modello per tutti gli storici successivi.
Per Luciano l'unico compito dello storico è raccontare la storia così come è accaduta.